# Thọ Tịch Chi
Thọ Tịch Chi (giản thể: 寿寂之; phồn thể: 壽寂之; bính âm: Shòu Jìzhī, ? - 471), người quận Ngô Hưng (nay thuộc Chiết Giang), là quan nhà Lưu Tống trong lịch sử Trung Quốc.

## Sự nghiệp
Ông vốn là Chủ y trong cung. Cuối niên hiệu Cảnh Hòa (465) thời Lưu Tống Tiền Phế Đế, hoàng thân Lưu Úc bị giữ lại trong cung, giảm lỏng ở Bí thư tỉnh, tình thế rất nguy hiểm. Thân tín của Lưu Úc là Nguyễn Điền Phu mưu tính giết Tiền Phế Đế, đưa Lưu Úc lên ngôi.
Buổi quá trưa ngày 29 tháng 11 năm ấy (465), Tiền Phế Đế ra chơi Hoa Lâm Viên, Kiến An vương Lưu Hưu Nhân, Sơn Dương vương Lưu Hưu Hữu, Sơn Âm công chúa cũng theo hầu. Lưu Úc vẫn bị giám sát ở Bí thư tỉnh, không được triệu, lấy làm lo sợ. Nguyễn Điền Phu báo với Ngoại giám điển sự Chu Ấu (người quận Đông Dương), lại báo với Thọ Tịch Chi, Tế khải chủ Khương Sản Chi (người quận Nam Bành Thành); Sản Chi lại nói với cấp trên của mình là Lĩnh tế khải tướng Vương Kính Tắc (người quận Lâm Hoài); Ấu lại báo với Trung thư xá nhân Đái Minh Bảo, đều hưởng ứng. Minh Bảo, Ấu muốn ra tay khi trời sáng, bọn Điền Phu khuyên ra tay ngay khi có trống canh một. Ấu ước hẹn khắp trong ngoài, sai Tiền Lam Sanh mật báo bọn Kiến An vương Lưu Hưu Nhân. Khi ấy Tiền Phế Đế muốn đi tuần phía nam. tâm phúc là bọn Trực các tướng quân Tống Việt đều ra ngoài gói ghém hành trang, chỉ có Đội chủ Phàn Tăng Chỉnh trông coi Hoa Lâm các, mà Tăng Chỉnh là đồng hương của Liễu Quang Thế; Quang Thế yêu cầu, Tăng Chỉnh lập tức nhận lệnh. Khương Sản Chi lại yêu cầu Đội phó Niếp Khánh (người quận Dương Bình) cùng tráng sĩ dưới quyền là Phú Linh Phù (người quận Hội Kê), Du Đạo Long (người (quận) Ngô Quận), Tống Quỳ Chi (người quận Đan Dương), Điền Tự (người quận Dương Bình) đều tụ tập ở Khánh Tỉnh. Điền Phu lo vẫn chưa đủ, muốn tập hợp thêm, Thọ Tịch Chi nói: "Càng nhiều người tham dự thì mưu càng dễ bị tiết lộ, không cần thêm người làm gì!"
Bấy giờ thầy mo nói: "Hậu đường có quỷ." Đêm ấy Tiền Phế Đế ở trước Trúc Lâm đường, cùng thầy mo bắn quỷ, bọn Kiến An vương Lưu Hưu Nhân cũng đi theo. Tiền Phế Đế vốn không ưa Tịch Chi, trông thấy liền nghiến răng. Tịch Chi cùng Điền Phu đã mưu tính xong, lại lo vạ đến, rút đao xông vào trước, Khương Sản Chi theo sau, tiếp nữa là Thuần Vu Văn Tổ, Mâu Phương Thịnh, Chu Đăng Chi, Phú Linh Phù, Niếp Khánh, Điền Tự, Vương Kính Tắc, Du Đạo Long, Tống Quỳ Chi. Hưu Nhân nghe tiếng chân rất gấp, nói với Sơn Dương vương Lưu Hưu Hữu rằng: "Hành động rồi!" bèn cùng nhau chạy lên núi Cảnh Dương. Tiền Phế Đế thấy Tịch Chi đến, giương cung mà bắn, không trúng, bèn bỏ chạy. Tịch Chi đuổi theo giết chết Tiền Phế Đế. Việc xong, bọn họ tuyên lệnh cho túc vệ rằng: "Tương Đông vương thụ lệnh của Thái hậu, trừ cuồng chủ. Nay đã dẹp xong".
Lưu Úc lên ngôi, là Lưu Tống Minh đế, luận công ban thưởng, Thọ Tịch Chi được phong Ứng Thành huyện hầu, thực ấp 1000 hộ.
Đầu những năm Thái Thủy (465 – 471), Tịch Chi nhờ quân công tăng ấp 200 hộ. Làm Vũ lâm giám, dời làm Thái tử đồn kị hiệu úy, rồi được gia Ninh sóc tướng quân, Nam Thái Sơn thái thú. Ông tham ô hối lộ, vòi vĩnh vô cùng; người nào không theo, thì nghiến răng mắng nhiếc, thường nói: "Đao sắc trong tay, lo gì không xong!"
Tịch Chi dùng roi đánh các viên Úy lại (Úy là quan coi về hình pháp), dùng đao chém các viên La tướng (tướng lĩnh làm nhiệm vụ tuần phòng), bị quan viên hữu tư tấu lên. Ông bị đày đi Việt Châu, đến Dự Chương, mưu bỏ trốn, nên bị giết.